# Xã Fairview, Quận Lyon, Minnesota
Xã Fairview (tiếng Anh: Fairview Township) là một xã thuộc quận Lyon, tiểu bang Minnesota, Hoa Kỳ. Năm 2010, dân số của xã này là 394 người.